# Bücherzettel

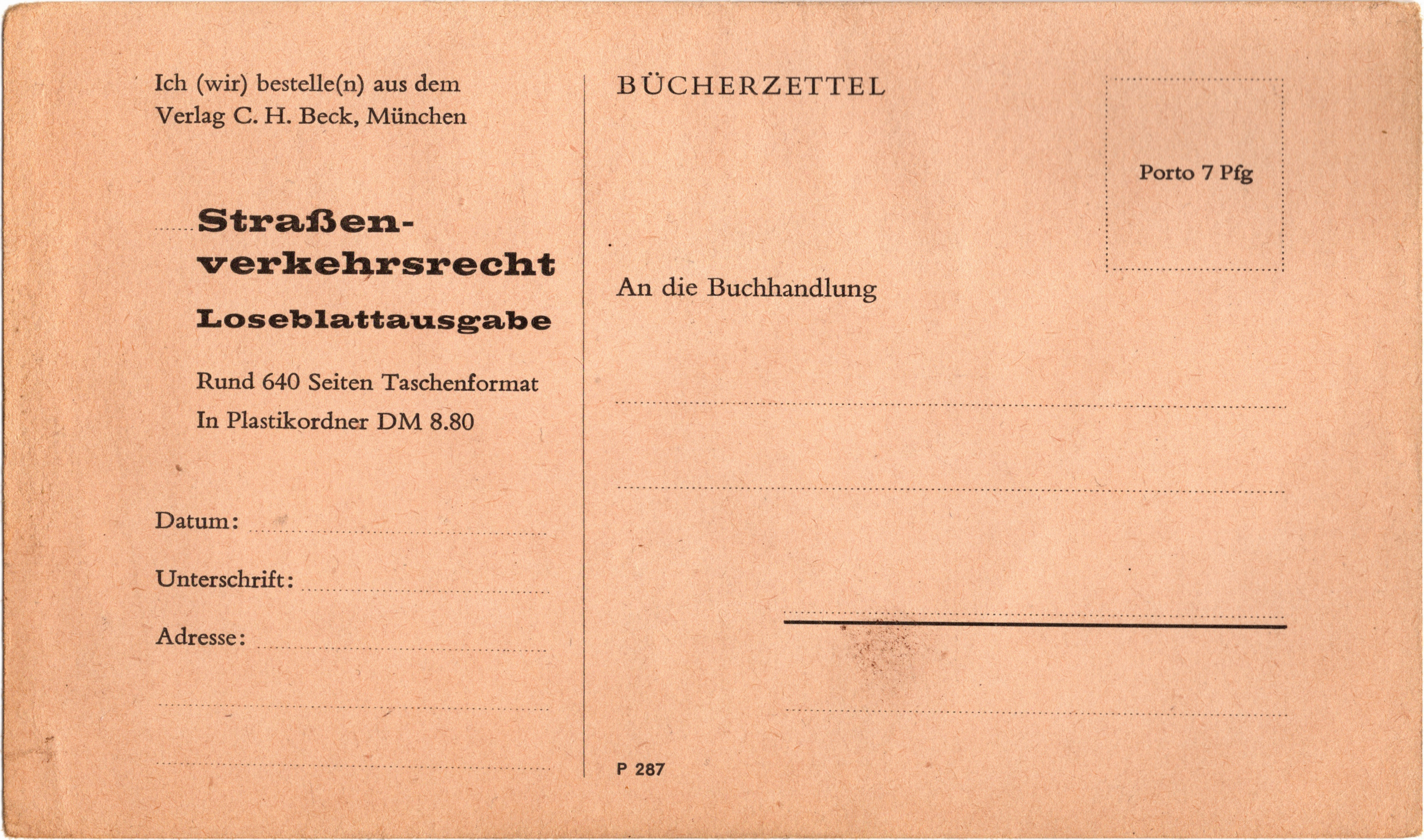
Bücherzettel von 1962 zur Bestellung eines Fachbuchs

Bücherzettel oder Bücherbestellzettel, wie sie ursprünglich bezeichnet wurden, waren seit dem 25. Oktober 1871 im deutschen Inlands-Postverkehr zur Drucksachengebühr zugelassen. Bücherzettel waren mit einem Vordruck versehene Zettel oder Karten zum Bestellen, Abbestellen oder Anbieten von buchhändlerischen Werken, Büchern, Zeitschriften, Bildern und Noten. Es durften nur Angaben gemacht werden, die dazu dienen, die bestellten oder angebotenen Werke zu bezeichnen.